# Metatron

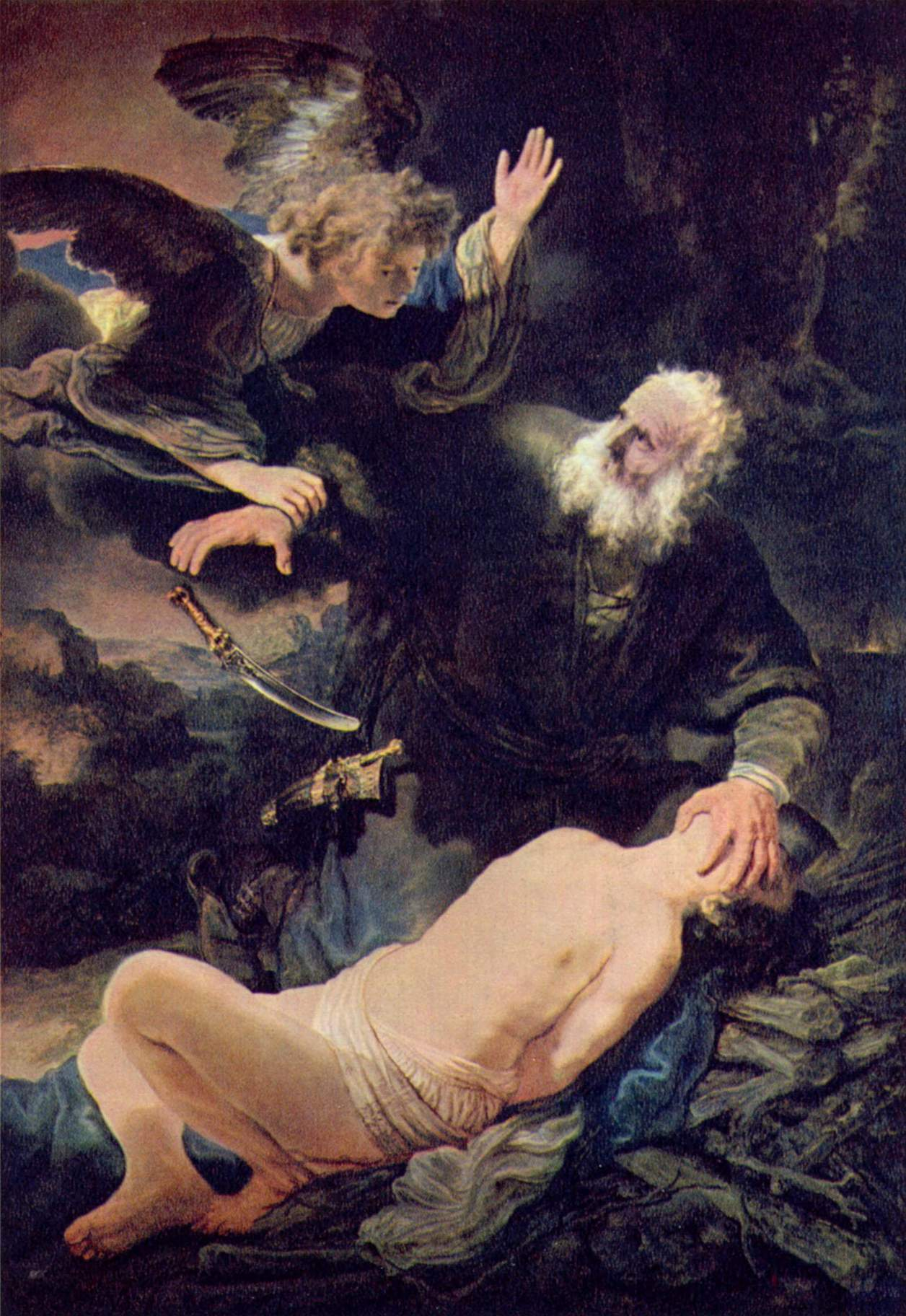
Některé zdroje tvrdí, že Metatron zastavil Abraháma před obětováním Izáka (obraz od Rembrandta)

Metatron (hebrejsky מטטרון‎ nebo מיטטרון‎) je v judaismu jméno andělského vládce a knížete kůru serafínů, kteří slouží u Božího trůnu. Je znám též jako kníže moudrosti. Nejčastěji, co se týče etymologie jména, se vychází z toho, že se jedná o kratší formu řecky znějícího jména Metathronios, jež by mohlo značit „Toho, kdo stojí za (Božím) trůnem“, případně „Toho, kdo dlí na trůnu vedle božského“. Tato etymologie, jako i ostatní jiné etymologie, jsou však pouhými dohady a pokusy o racionální vysvětlení jména, ostatně „v řečtině slovo metathronios neexistuje a je vysoce nepravděpodobné, že by si Židé byli takovéto řecké sousloví vymysleli.“
O Metatronovi se píše například v knize Enoch a v knize Zoharu[zdroj?] a také na třech místech v Talmudu. Nejvýznamnější text se nachází v Hejchalot rabati. Zde má Metatron vysoké postavení, je nazýván jako ‘menší JHVH’ nebo spolustvořitel světa. Dále se o něm píše v knize Enoch, kde je popisován jako prvotní anděl nebo jako přeměněný Henoch – o něm se v Bibli píše: „I chodil Enoch s Bohem. A nebylo ho neboť Bůh ho vzal.“ V knize Zohar se popisuje jako menší JHVH, přeměněný Enoch, přeměněný Eliáš, dvojče anděla Sandalfona. Je klíčovou postavou v židovské mystice merkavy.
Podle staré židovské legendy byl původně nejvyšším ze všech andělských bytostí Lucifer. Toto privilegované postavení zaujímal do té doby, než odmítl sloužit člověku, který jako jediný z živých tvorů byl stvořen k Božímu obrazu. Na rozdíl od většiny andělů, kteří následovali archanděla Michaela a uznali člověka za Božího syna, Lucifer strhl na svou stranu část andělských bytostí a demonstrativně opustil úroveň sedmého nebe, aby se v roli Satana pokusil člověka zcela zdiskreditovat před ostatními tvory. Neobsazené místo po Luciferově odchodu z úrovně sedmého nebe bylo nakonec obsazeno Henochem. Kabalista Warren Kenton vysvětluje, že se tak stalo proto, že Henoch „byl prvním člověkem, který si v sobě plně uvědomoval všechny úrovně bytí“, a doplňuje, že poté, co se Henoch „proměnil ve Velkého Archanděla Metatrona, započal svou práci. To znamená vyučovat lidstvo, jak se má vyvíjet a uskutečňovat, aby v zrcadlovém vztahu mezi mikrokosmem a makrokosmem Bůh nazýval Boha.“